# Caberea solida
Caberea solida är en mossdjursart som beskrevs av Gordon 1986. Caberea solida ingår i släktet Caberea och familjen Candidae. Inga underarter finns listade i Catalogue of Life.